# ASV Fürth
ASV Fürth is een sportclub uit de Beierse stad Fürth. De club is actief in jiu-jitsu, judo, kinderturnen, tennis en voetbal.

## Geschiedenis
De club werd in 1904 opgericht als FC Franken Fürth. In 1912 sloot FC Viktoria Fürth zich bij de club aan en werd de naam FV Franken Fürth aangenomen. In 1922 sloot de club zich aan bij omnisportclub MTV Fürth. In 1924 besloot de Deutsche Turnerschaft dat alle voetbalclubs gescheiden moesten worden van turnclubs en de club werd opnieuw zelfstandig onder de naam VfR Fürth. 
In 1926 was het club de eerste club die in het Grünwalder Stadion van TSV 1860 München kon winnen. In 1936 werd de club opgeheven en kort daarna heropgericht als VfB Fürth. Na de Tweede Wereldoorlog werd de club heropgericht als ASV Fürth. 